# Estireno acrilonitrilo
El estireno acrilonitrilo es un polímero de la familia de los estirénicos (junto con el acrilonitrilo butadieno estireno y el poliestireno), es decir, que está basado en estireno. Es un polímero termoplástico conformado por unidades repetitivas de estireno y acrilonitrilo. Se designa como SAN (por sus siglas en inglés, Styrene Acrylonitrile).

## Polimerización
El estireno acrilonitrilo es un polímero de adición, conformado por unidades repetitivas de estireno y acrilonitrilo; aproximadamente el 70% de estireno, y el 30% restante de acrilonitrilo.

## Estructura química
El acrilonitrilo aporta rigidez, brillo, buena resistencia química y térmica; mientras que el Estireno le aporta facilidad de procesamiento.
Esta combinación de propiedades hace del estireno acrilonitrilo un plástico de ingeniería; por esta razón, se utiliza en aplicaciones especiales.

## Características del estireno acrilonitrilo
El estireno acrilonitrilo es un polímero que se caracteriza por:
1. Buena resistencia térmica y química.
2. Mejor resistencia al impacto que el poliestireno sin modificar.
3. Es transparente.
4. Muy buena procesabilidad, es decir, se puede procesar por los métodos de conformado empleados para los termoplásticos, como inyección y extrusión.
5. Copia detalles de molde con gran fidelidad.

## Procesos de conformado
Se puede procesar por los métodos de conformado empleados para los termoplásticos, como son: moldeo por inyección y extrusión.

## Aplicaciones
Algunas de sus aplicaciones son:
- Componentes para automóviles.
- Utensilios de cocina.
- Bandejas y componentes internos de las neveras.
- Artículos médicos.
- Estuches para cosméticos.
- Artículos para el hogar.

## Mezclas poliméricas
El Estireno Acrilonitrilo se puede mezclar con otros polímeros, como el PC o el Poliuretano Termoplástico.

## Reciclaje
Este material puede ser reciclado, al igual que los demás termoplásticos. Puede ser identificado con el siguiente símbolo:

Otros
El Estireno Acrilonitrilo es también reciclable, al igual que otros termoplásticos, como el Polietileno, Polipropileno, Poliestireno o Poliuretano Termoplástico.

## Nombres comerciales
Algunos nombres comerciales del Estireno Acrilonitrilo son: LURAN (Basf) y TYRIL (Dow Chemical).
- Datos: Q146415

1. ↑  Número CAS